# Michael Bloomberg
Michael Rubens Bloomberg (sinh 14 tháng 2 năm 1942) là doanh nhân, tác gia, chính trị gia và nhà hoạt động xã hội người Mỹ. Ông từng giữ chức thị trưởng Thành phố New York (2002-2013). Với khối tài sản 55 tỷ đô la Mỹ vào 2019, ông là người giàu thứ 7 ở Hoa Kỳ. Ông sáng lập và sở hữu 88% Bloomberg L.P., một công ty truyền thông về tin tức tài chính và dịch vụ thông tin.
Trước đây ông từng là đảng viên Đảng Dân chủ nhưng chuyển sang Đảng Cộng hòa vào năm 2001 rồi thắng cử chức thị trưởng và nhiệm kỳ thứ hai vào năm 2005. Ông rời Đảng Cộng hòa vào năm 2007 rồi tranh cử nhiệm kỳ thứ ba vào năm 2009 như một chính trị gia độc lập. Ông thường được nhắc thường xuyên rằng có khả năng ông sẽ tranh cử tổng thống năm 2008 như một ứng cử viên độc lập.